# Litchfield nationalpark
Litchfield Nationalpark är en nationalpark
i Australien.  Den ligger i delstaten Northern Territory, i den norra delen av landet, 3 100 km nordväst om huvudstaden Canberra. Litchfield Nationalpark ligger 151 meter över havet.